# Fénius Farsaid
Fénius Farsaid (também Phoeniusa, Phenius, Feinius; Farsa, Farsaidh , muitas outras variantes ortográficas) foi um lendário rei da Cítia , que aparece em diferentes versões do folclore irlandês . Ele era o filho de Boath , e neto de Magogue . De acordo com algumas tradições, ele inventou o alfabeto Ogham e a língua gaélica .

## Mito
De acordo com recensões M e A do Lebor Gabála Érenn , Fénius e seu filho Niul viajaram para a Torre de Babel (na recensão B, é Rifath Scot filho de Gomer). Niul, que foi treinado em muitas línguas, era casado com Scota , filha de Faraó Cingris do Egito, e dessa união nasceu Catelo (Goidel Glas)  .
Ainda de acordo com o Lebor Gabála Érenn, Fénius Farsaid foi um dos 72 chefes que construíram a Torre de Babel do rei Nimrod, e viajou para a Cítia após a torre desabar .
De acordo com o Auraicept na n'Eces (um documento irlandês do Século VII) , Fenius viajou para Cítia com Goídel mac Ethéoir e Íar mac Nema acompanhados de maia 72 estudiosos. Eles vieram para a planície de Sinar, para estudar a confusão de línguas que se tornou a torre de Nimrod. Ao chegarem lá os oradores já haviam se dispersado, Fenius enviou seus estudiosos atrás deles para estudá-los, permanecendo na torre, para coordenar os esforços. Depois de dez anos, as investigações estavam completas, e Fenius criou a in Bérla tóbaide "o idioma selecionado", escolhendo o melhor de cada uma das línguas confusas, que ele chamou Goídelc, Gaélico, língua de Goídel mac Ethéoir. Ele também criou extensões do  Gaélico, chamado  Bérla Féne, ou  Íarmberla, língua de Íar mac Nema (povo Iverni), e outras, além disso criou o Beithe-luis-nuin  (o Ogham) como um sistema de escrita aperfeiçoado para seus idiomas. Os nomes que deu as letras correspondem aos nomes de seus 25 melhores estudiosos.
o Auraicept afirma que Fénius Farsaid descobriu quatro alfabetos, o hebraico , o grego e o latino além do Ogham , e retrata o Ogham como o mais aperfeiçoado, porque foi descoberto por último.